# Бернар Чутанг
Бернар Чутанг (фр. Bernard Tchoutang, нар. 2 вересня 1976, Яунде) — камерунський футболіст, нападник.

## Клубна кар'єра
Народився 2 вересня 1976 року в місті Яунде. Вихованець футбольної школи клубу «Тоннер».
У дорослому футболі дебютував 1994 року виступами за команду турецького клубу «Ванспор», в якій провів три сезони, взявши участь у 78 матчах чемпіонату.
Своєю грою за цю команду привернув увагу представників тренерського штабу нідерландського клубу «Рода», до складу якого приєднався 1997 року. Відіграв за команду з Керкраде наступні п'ять сезонів своєї ігрової кар'єри.
Згодом з 2002 по 2007 рік грав у складі команд клубів «Металург» (Донецьк), «Віборг», «Паханг» та «Хапоель» (Петах-Тіква).
Завершив професійну ігрову кар'єру в албанському клубі «Ельбасані», за команду якого виступав протягом 2007—2008 років.

## Виступи за збірну
У 1997 році дебютував в офіційних матчах у складі національної збірної Камеруну. Протягом кар'єри у національній команді, яка тривала 5 років, провів у формі головної команди країни 23 матчі, забивши 5 голів.
У складі збірної був учасником розіграшу Кубка Конфедерацій 2001 року в Японії і Південній Кореї, розіграшу Кубка африканських націй 1996 року у ПАР, розіграшу Кубка африканських націй 1998 року у Буркіна Фасо, розіграшу Кубка африканських націй 2000 року у Гані та Нігерії, здобувши того року титул континентального чемпіона.

## Титули і досягнення
- Володар Кубка Нідерландів (1):

«Рода»: 1999–2000
- Володар Кубка африканських націй (1):

Камерун: 2000